# Ndobo
Ndobo est un quartier du Cameroun situé dans l'arrondissement de Douala lV.

## Location
Ndobo connu sur le pseudonyme de Ministère de Soya est un quartier du village Bonendale dans le département du Wouri, la région du Littoral à quelques mètres de Bonabéri ,.

## Histoire
Il partage également ses limites avec le village Bojongo. Très proche de Bonabéri, il est connu par son coin de commercialisation de la viande de bœuf et son abattoir y joue un rôle important .

## Population
Sa population constituée en majorité de musulmans est estimée à 17823 hommes et femmes .